# Арнаудов, Юри
Ю́ри Арнау́дов (болг. Юри Арнаудов; 25 сентября 1919, Шумен — 26 октября 1976, София) — болгарский режиссёр игрового и неигрового кино, сценарист.

## Биография
Окончил юридический факультет Софийского университета. В кино начинал как ассистент оператора («Болгария»). Представитель социалистического болгарского документального и научно-популярного кино. 
В своём творчестве затрагивал темы болгарской истории, дружбы между русским и болгарским народами. Ему принадлежит авторство фильмов-портретов национальных деятелей искусства. В 1963 году, после смерти своего коллеги Дако Даковского, завершил начатый им художественный фильм «Калоян». 
Член БКП с 1945 года.
Скончался 26 октября 1976 года.

## Избранная фильмография

### Режиссёр
Документальные
- 1949 — Он не умер[2]
- 1950 — Вдохновенный пример
- 1953 — Христо Ботев[3]
- 1955 — Николай Павлович[4]
- 1955 — Повесть о Тырновограде
- 1957 — Песни о камне и бронзе
- 1958 — Страницы воинской славы (совместно с Фёдором Блажевичем)[5]
- 1959 — Песня Розафы (совместно с Ило Пандо)
- 1960 — Панчо Владигеров[6]
- 1966 — Объединение во имя будущего
- 1969 — Художник-гражданин
- 1971 — Генерал Радко Димитриев[7]
- 1973 — Сто лет бессмертия
- 1976 — Память славян

Игровые
- 1963 — Калоян[болг.]
- 1969 — Царь Иван Шишман[болг.]

### Сценарист
- 1959 — Песня Розафы (совместно с Ило Пандо)
- 1969 — Царь Иван Шишман[болг.] (совместно с Камен Зидаровым)

## Награды и звания
- 1950 — Димитровская премия — за фильм «Он не умер» (1949)[источник не указан 333 дня];
- 1959 — диплом Первого Московского международного кинофестиваля[источник не указан 333 дня];
- 1967 — Заслуженный артист НРБ[1].